# Corona (manzana)
Corona es el nombre de una variedad cultivar de manzano (Malus domestica). Esta manzana está cultivada en la colección de la Estación Experimental Aula Dei (Zaragoza). Esta manzana es originaria de la Comunidad autónoma de Cataluña, provincia de Barcelona, donde tuvo su mejor época de cultivo comercial en la década de 1960.

## Sinónimos
- "Manzana Corona",[4]
- "Poma Corona".[6][7]

## Historia
Variedad de Cataluña, cuyo cultivo conoció cierta expansión en el pasado, pero que a causa de su constante regresión en el cultivo comercial no conservaban apenas importancia y prácticamente habían desaparecido de las nuevas plantaciones en 1971, así hay variedades tales como 'Camuesa de Llobregat' y 'Manyaga' que constituían en 1960 el 70% de la producción de manzana en la provincia de Barcelona y se encontraba la primera en otras nueve provincias y la segunda en seis y 'Normanda' que estaba muy difundida hasta 1960 entre los viveristas de Aragón (representaba el 25% de la cosecha en la cuenca del Jiloca). En 1971 Puerta-Romero y Veirat solo encontraron 184 ha de “Manyaga” (el 31% con más de 20 años), 81 ha de “Camuesa de Llobregat” (el 36% con más de 20 años) y ya no citan al cultivar “Normanda”.

## Características
El manzano de la variedad 'Corona' tiene un vigor Medio; tubo del cáliz estrecho, cónico o en embudo corto, con los estambres insertos en su mitad.
La variedad de manzana 'Corona' tiene un fruto de tamaño medianamente pequeño; forma más ancha que alta, comprimida en los polos, con contorno irregular; piel levemente grasa; con color de fondo amarillo con zonas como heladas, sobre color medio, color del sobre color rosa y rojo, distribución del sobre color chapa/rayas, presentando chapa de variada extensión de color rosacobrizo con pinceladas y puntos rojo ciclamen, acusa punteado abundante, ruginoso, en otros poco visible y del color del fondo, y con una sensibilidad al "russeting" (pardeamiento áspero superficial que presentan algunas variedades)  débil; pedúnculo de longitud media, más bien corto, grueso, leñoso, con yemas laterales, anchura de la cavidad peduncular relativamente ancha, profundidad cavidad pedúncular profunda, con chapa ruginosa de color marrón en el fondo, borde irregularmente ondulado, más rebajado de un lado, y con  importancia del "russeting" en cavidad peduncular media; anchura de la cavidad calicina amplia, profundidad de la cav. calicina profunda, comprimida en el fondo o fruncida, bordes ondulados, algunos más rebajados de un lado, y con importancia del "russeting" en cavidad calicina débil; ojo pequeño, cerrado; sépalos carnosos en su base, cortos, triangulares, color verdoso, tomentosos, erectos, convergiendo y divergiendo las puntas.
Carne de color crema, con fibras amarillas; textura dura; sabor dulce, agradable y levemente aromática; corazón pequeño bulbiforme; eje cerrado o entreabierto; celdas pequeñas, redondeadas y puntiagudas, cartilaginosas y cóncavas; semillas pequeñas, y ovales.
La manzana 'Corona' tiene una época de maduración y recolección muy tardía, madura en el invierno de Barcelona. Se usa como manzana de mesa fresca de mesa.